# Aanbiddingsleider

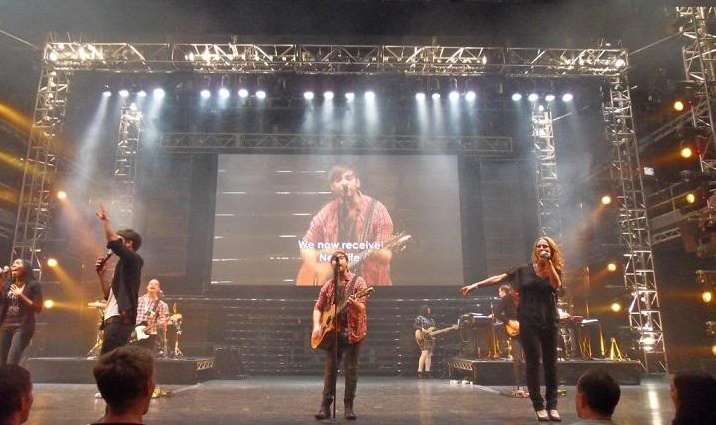
Een aanbiddingsleider (met gitaar) met band in actie bij Hillsong Church London.

Een aanbiddingsleider is een functie in een protestantse eredienst (vaak de evangelische en pinksterbeweging) en wordt ook wel zangleider of worship leader genoemd. Zij of hij leidt, door middel van samenzang, een kerkelijke gemeente of (conferentie)bezoekers in de (muzikale) aanbidding. Ook beslist de aanbiddingsleider welke liederen gezongen worden, soms in overleg met de voorganger of predikant, onder begeleiding van een band. Door middel van vooraf afgesproken tekens kan de aanbiddingsleider aangeven of een refrein of couplet herhaald moet worden, of er "a capella" gezongen wordt, en of er een (meditatieve) stiltepauze of een intermezzo wordt ingezet.
Veel bekende aanbiddingsleiders danken hun bekendheid aan het feit dat ze ook singer-songwriter zijn en dat hun liedjes (worshipsongs) vaak in andere kerken worden nagespeeld in de eredienst.